# Kati Wilhelm
Kati Wilhelm (Schmalkalden, 2 augustus 1976) is een Duitse biatlete. Ze deed eerst aan langlaufen en was in 1998 lid van de Duitse ploeg bij de Olympische winterspelen in Nagano. Daarna schakelde ze over naar biatlon en maakte in het jaar 2000 haar debuut in de wereldbeker biatlon.
Op de Olympische Winterspelen 2002 in Salt Lake City behaalde ze goud op de 7,5 km sprint en de 4 x 7,5 km aflossing, en zilver op de 10 km achtervolging.
In 2001 werd ze in Pokljuka (Slovenië) wereldkampioene op de 7,5 km sprint. Verder behaalde ze nog twee zilveren en drie bronzen medailles op Wereldkampioenschappen.
In 2004/2005 werd ze tweede in de eindstand van de wereldbeker biatlon. In het volgende seizoen 2005/2006 won ze deze competitie. Ze maakte deel uit van de Duitse ploeg op deze Olympische Winterspelen 2006 in Turijn en droeg bij de openingsceremonie de Duitse vlag. Tijdens deze Spelen behaalde Wilhelm één gouden medaille (op de achtervolging) en twee zilveren medailles (bij de massastart en als lid van de Duitse aflossingsploeg).